# Landtagswahlen in Niedersachsen
Landtagswahlen in Niedersachsen gibt einen Überblick über die Landtagswahlergebnisse im Land Niedersachsen sowie die daraus resultierende Zusammensetzung der jeweiligen Niedersächsischen Landtage und Landesregierungen seit 1947. Die letzte Landtagswahl fand am 9. Oktober 2022 statt.

## Übersicht der Ergebnisse
| Wahltag    | Wbt.   | SPD  | CDU  | DP   | FDP | KPD | DZP | DRP | GB/BHE | NPD | Grüne | Linke | AfD  | Weitere Parteien  |
| ---------- | ------ | ---- | ---- | ---- | --- | --- | --- | --- | ------ | --- | ----- | ----- | ---- | ----------------- |
| 20.04.1947 | 65,1 % | 43,4 | 19,9 | 17,7 | 8,8 | 5,6 | 4,1 | 0,3 |        |     |       |       |      |                   |
| 06.05.1951 | 75,8 % | 33,7 | 23,7 | 23,7 | 8,3 | 1,8 | 3,3 | 2,2 | 14,9   |     |       |       |      | SRP 11,0 DSP 00,8 |
| 24.04.1955 | 77,5 % | 35,2 | 26,6 | 12,4 | 7,9 | 1,3 | 1,1 | 3,8 | 11,0   |     |       |       |      |                   |
| 19.04.1959 | 78,0 % | 39,5 | 30,8 | 12,4 | 5,2 |     | 0,0 | 3,6 | 8,3    |     |       |       |      |                   |
| 19.05.1963 | 76,9 % | 44,9 | 37,7 | 2,7  | 8,8 |     |     | 1,5 | 3,7    |     |       |       |      |                   |
| 04.06.1967 | 75,8 % | 43,1 | 41,7 |      | 6,9 |     |     |     |        | 7,0 |       |       |      |                   |
| 14.06.1970 | 76,7 % | 46,3 | 45,7 | 0,4  | 4,4 |     |     |     |        | 3,2 |       |       |      |                   |
| 09.06.1974 | 84,4 % | 43,1 | 48,8 |      | 7,0 |     |     |     |        | 0,6 |       |       |      |                   |
| 04.06.1978 | 78,5 % | 42,2 | 48,7 |      | 4,2 |     |     |     |        | 0,4 | 3,9   |       |      |                   |
| 21.03.1982 | 77,7 % | 36,5 | 50,7 |      | 5,9 |     |     |     |        |     | 6,5   |       |      |                   |
| 15.06.1986 | 77,3 % | 42,1 | 44,3 |      | 6,0 |     |     |     |        |     | 7,1   |       |      |                   |
| 13.05.1990 | 74,6 % | 44,2 | 42,0 | 0,0  | 6,0 |     |     |     |        | 0,2 | 5,5   |       |      | REP 1,5           |
| 13.03.1994 | 73,8 % | 44,3 | 36,4 |      | 4,4 |     |     |     |        | 0,2 | 7,4   |       |      | REP 3,7           |
| 01.03.1998 | 73,8 % | 47,9 | 35,9 |      | 4,9 |     |     |     |        |     | 7,0   |       |      | REP 2,8           |
| 02.02.2003 | 67,0 % | 33,4 | 48,3 |      | 8,1 |     |     |     |        |     | 7,6   | 0,5   |      | Schill 1,0        |
| 27.01.2008 | 57,1 % | 30,3 | 42,5 |      | 8,2 |     |     |     |        | 1,5 | 8,0   | 7,1   |      |                   |
| 20.01.2013 | 59,4 % | 32,6 | 36,0 |      | 9,9 |     |     |     |        | 0,8 | 13,7  | 3,1   |      | Piraten 2,1       |
| 15.10.2017 | 63,1 % | 36,9 | 33,6 |      | 7,5 |     |     |     |        |     | 8,7   | 4,6   | 6,2  |                   |
| 09.10.2022 | 60,3 % | 33,4 | 28,1 |      | 4,7 |     |     |     |        |     | 14,5  | 2,7   | 11,0 | 5,6               |

kursiv: Nicht ins Landesparlament eingezogen.
Fußnoten:
1. 1 2  1963 Gesamtdeutsche Partei
2. ↑  1978 Grüne Liste Umweltschutz, ab 1982 Die Grünen, ab 1994 Bündnis 90/Die Grünen
3. 1 2  2003 Partei des Demokratischen Sozialismus
4. ↑  1947 Deutsche Rechtspartei
5. ↑  CDU und DP gemeinsam als Niederdeutsche Union
6. ↑  1970 Niedersächsische Landespartei
7. ↑  1978 Grüne Liste Umweltschutz

## Wahl zum 1. Niedersächsischen Landtag (20. April 1947)
- Wahlbeteiligung: 65,1 %
- Gültige Stimmen: 2.459.479

- SPD: 43,4 % – 65 Sitze
- CDU: 19,9 % – 30 Sitze
- DP: 17,7 % – 27 Sitze
- FDP: 8,8 % – 13 Sitze
- KPD: 5,6 % – 8 Sitze
- Zentrum: 4,1 % – 6 Sitze
- RP: 0,3 % – 0 Sitze

Landesregierungen:
- SPD, CDU, DP, FDP, Zentrum, KPD; Ministerpräsident Hinrich Wilhelm Kopf (SPD), (Kabinett Kopf I und Kabinett Kopf II)
- ab Februar 1948: SPD, CDU, DP, FDP, Zentrum (Kabinett Kopf III)
- ab Juni 1948: SPD, CDU, Zentrum (Kabinett Kopf III)
- ab August 1950: SPD, Zentrum (Kabinett Kopf III)

## Wahl zum 2. Niedersächsischen Landtag (6. Mai 1951)
- Wahlbeteiligung: 75,8 %
- Gültige Stimmen: 3.330.440

- SPD: 33,7 % – 64 Sitze
- Niederdeutsche Union: 23,8 % – 35 Sitze (Wahlbündnis aus CDU und DP)
- GB/BHE: 14,9 % – 21
- SRP: 11,0 % – 16 Sitze
- FDP: 8,4 % – 12 Sitze
- Zentrum: 3,3 % – 4 Sitze
- Dt.RP: 2,2 % – 3 Sitze
- KPD: 1,8 % – 2 Sitze
- DSP: 0,8 % – 1 Sitz
- RP: 0,1 % – 0 Sitze

Landesregierung (Kabinett Kopf IV):
- SPD, GB/BHE, Zentrum; Ministerpräsident Hinrich Wilhelm Kopf (SPD)
- seit Dezember 1953: SPD, GB/BHE

Am 23. Oktober 1952 wurden die Sitze der Sozialistischen Reichspartei (SRP) nach dem Verbot der Partei durch das Bundesverfassungsgericht aufgehoben.

## Wahl zum 3. Niedersächsischen Landtag (24. April 1955)
- Wahlbeteiligung: 77,5 %
- Gültige Stimmen: 3.357.778
- SPD: 35,2 % – 59 Sitze
- CDU: 26,6 % – 43 Sitze
- DP: 12,4 % – 19 Sitze
- GB/BHE: 11,0 % – 17 Sitze
- FDP: 7,9 % – 12 Sitze
- DRP: 3,8 % – 6 Sitze
- KPD: 1,3 % – 2 Sitze
- Zentrum: 1,1 % – 1 Sitz
- BdD: 0,3 % – 0 Sitze
- DHP: 0,3 % – 0 Sitze
- LP: 0,1 % – 0 Sitze

Landesregierung:
- DP, CDU, GB/BHE, FDP; Ministerpräsident Heinrich Hellwege (DP) (Kabinett Hellwege I)
- ab November 1957: DP, SPD, CDU (Kabinett Hellwege II)

1956 wurden die Sitze der KPD nach dem Verbot der Partei durch das Bundesverfassungsgericht aufgehoben.

## Wahl zum 4. Niedersächsischen Landtag (19. April 1959)
- Wahlbeteiligung: 78,0 %
- Gültige Stimmen: 3.437.396

- SPD: 39,5 % – 65 Sitze
- CDU: 30,8 % – 51 Sitze
- DP: 12,4 % – 20 Sitze
- GB/BHE: 8,3 % – 13 Sitze
- FDP: 5,2 % – 8 Sitze
- DRP: 3,6 % – 0 Sitze
- BdD: 0,1 % – 0 Sitze
- DG: 0,1 % – 0 Sitze

Landesregierung:
- SPD, GB/BHE, FDP; Ministerpräsident Hinrich Wilhelm Kopf (SPD) (Kabinett Kopf V)
- ab 29. Dezember 1961 Ministerpräsident Georg Diederichs (SPD) (Kabinett Diederichs I)

## Wahl zum 5. Niedersächsischen Landtag (19. Mai 1963)
- Wahlbeteiligung: 76,9 %
- Gültige Stimmen: 3.582.244

- SPD: 44,9 % – 73 Sitze
- CDU: 37,7 % – 62 Sitze
- FDP: 8,8 – 14 Sitze
- GB/BHE: 3,7 % – 0 Sitze
- DP: 2,7 % – 0 Sitze
- DRP: 1,5 % – 0 Sitze
- DFU: 0,6 % – 0 Sitze
- DG: 0,1 % – 0 Sitze

Landesregierung:
- SPD, FDP; Ministerpräsident Georg Diederichs (SPD) (Kabinett Diederichs II)
- ab Mai 1965: SPD, CDU (Kabinett Diederichs III)

## Wahl zum 6. Niedersächsischen Landtag (4. Juni 1967)
- SPD: 43,1 % – 66 Sitze
- CDU: 41,7 % – 63 Sitze
- FDP: 6,9 % – 10 Sitze
- NPD: 7,0 % – 10 Sitze

Landesregierung (Kabinett Diederichs IV):
- SPD, CDU; Ministerpräsident Georg Diederichs (SPD)

## Wahl zum 7. Niedersächsischen Landtag (14. Juni 1970)
- SPD: 46,3 % – 75 Sitze
- CDU: 45,7 % – 74 Sitze
- FDP: 4,4 % – 0 Sitze

Landesregierung (Kabinett Kubel I):
- SPD; Ministerpräsident Alfred Kubel (SPD)

## Wahl zum 8. Niedersächsischen Landtag (9. Juni 1974)
- CDU: 48,8 % – 77 Sitze
- SPD: 43,1 % – 67 Sitze
- FDP: 7,0 % – 11 Sitze

Landesregierung:
- SPD, FDP; Ministerpräsident Alfred Kubel (SPD) (Kabinett Kubel II)
- ab 15. Januar 1976: Ministerpräsident Ernst Albrecht (CDU), nachdem Kubel aus Altersgründen zurückgetreten war und bei der Wahl seines Nachfolgers Abgeordnete der Regierungskoalition den Oppositionsführer Albrecht statt des Koalitionskandidaten Helmut Kasimier (SPD) (Wahlgänge 1 und 2) bzw. Karl Ravens (SPD) (Wahlgang 3) gewählt hatten.
- ab 6. Februar 1976: CDU (Minderheitsregierung, Kabinett Albrecht I)
- ab 19. Januar 1977: CDU, FDP (Kabinett Albrecht II)

## Wahl zum 9. Niedersächsischen Landtag (4. Juni 1978)
- CDU: 48,7 % – 83 Sitze
- SPD: 42,2 % – 72 Sitze
- FDP: 4,2 % – 0 Sitze
- GLU: 3,9 % – 0 Sitze

Landesregierung (Kabinett Albrecht III):
CDU; Ministerpräsident Ernst Albrecht (CDU)

## Wahl zum 10. Niedersächsischen Landtag (21. März 1982)
- CDU: 50,7 % – 87 Sitze
- SPD: 36,5 % – 63 Sitze
- Grüne: 6,5 % – 11 Sitze
- FDP: 5,9 % – 10 Sitze

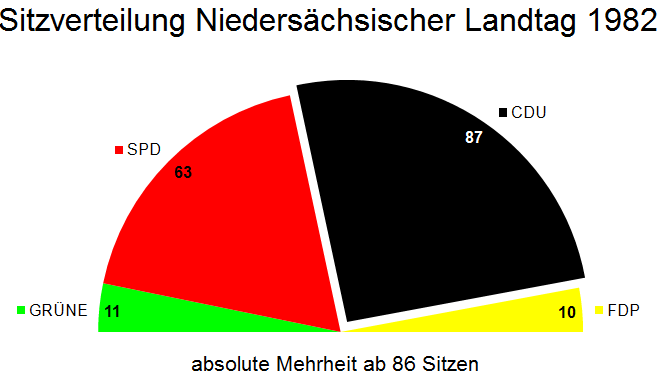
Sitzverteilung nach der Wahl 1982

Landesregierung (Kabinett Albrecht IV):
- CDU; Ministerpräsident Ernst Albrecht (CDU)

## Wahl zum 11. Niedersächsischen Landtag (15. Juni 1986)
- CDU: 44,3 % – 69 Sitze
- SPD: 42,1 % – 66 Sitze
- Grüne: 7,1 % – 11 Sitze
- FDP: 6,0 % – 9 Sitze

Landesregierung (Kabinett Albrecht V):
- CDU, FDP; Ministerpräsident Ernst Albrecht (CDU)

## Wahl zum 12. Niedersächsischen Landtag (13. Mai 1990)
- SPD: 44,2 % – 71 Sitze
- CDU: 42,0 % – 67 Sitze
- FDP: 6,0 % – 9 Sitze
- Grüne: 5,5 % – 8 Sitze

Landesregierung (Kabinett Schröder I):
- SPD, Grüne; Ministerpräsident Gerhard Schröder (SPD)

## Wahl zum 13. Niedersächsischen Landtag (13. März 1994)
- SPD: 44,3 % – 81 Sitze
- CDU: 36,4 % – 67 Sitze
- Grüne: 7,4 % – 13 Sitze
- FDP: 4,4 % – 0 Sitze

Landesregierung (Kabinett Schröder II):
- SPD; Ministerpräsident Gerhard Schröder (SPD)

## Wahl zum 14. Niedersächsischen Landtag (1. März 1998)
- SPD: 47,9 % – 83 Sitze
- CDU: 35,9 % – 62 Sitze
- Grüne: 7,0 % – 12 Sitze
- FDP: 4,9 % – 0 Sitze
- REP: 2,8 % – 0 Sitze
- PBC: 0,2 % – 0 Sitze
- ÖDP: 0,1 % – 0 Sitze

Landesregierung:
- SPD; Ministerpräsident Gerhard Schröder (SPD) (Kabinett Schröder III)
- ab 28. Oktober 1998 Ministerpräsident Gerhard Glogowski (SPD) (Kabinett Glogowski), weil Gerhard Schröder zum Bundeskanzler gewählt worden war.
- ab 15. Dezember 1999 Ministerpräsident Sigmar Gabriel (SPD) (Kabinett Gabriel)

## Wahl zum 15. Niedersächsischen Landtag (2. Februar 2003)
- CDU: 48,3 % – 91 Sitze
- SPD: 33,4 % – 63 Sitze
- FDP: 8,1 % – 15 Sitze
- Grüne: 7,6 % – 14 Sitze
- Die Linke: 0,5 % – 0 Sitze
- REP: 0,4 % – 0 Sitze
- Die Grauen: 0,3 % – 0 Sitze
- PBC: 0,2 % – 0 Sitze

Landesregierung (Kabinett Wulff I):
- CDU, FDP; Ministerpräsident: Christian Wulff (CDU)

## Wahl zum 16. Niedersächsischen Landtag (27. Januar 2008)
- CDU: 42,5 % – 68 Sitze
- SPD: 30,3 % – 48 Sitze
- FDP: 8,2 % – 13 Sitze
- Grüne: 8,0 % – 12 Sitze
- Linke: 7,1 % – 11 Sitze
- NPD: 1,5 % – 0 Sitze
- Freie Wähler: 0,5 % – 0 Sitze
- MUT: 0,5 % – 0 Sitze
- Familie: 0,4 % – 0 Sitze
- Die Friesen: 0,3 % – 0 Sitze
- Die Grauen: 0,3 % – 0 Sitze
- Ab jetzt…Bündnis für Deutschland, für Demokratie durch Volksabstimmung: 0,2 % – 0 Sitze
- ÖDP: 0,1 % – 0 Sitze

Wahlbeteiligung 57,1 %
Landesregierung:
- CDU, FDP; Ministerpräsident: Christian Wulff (CDU, Kabinett Wulff II)
- seit 1. Juli 2010: Ministerpräsident David McAllister (CDU, Kabinett McAllister), nachdem Christian Wulff vor Annahme seiner Wahl zum Bundespräsidenten als Ministerpräsident zurückgetreten war

## Wahl zum 17. Niedersächsischen Landtag (20. Januar 2013)
- CDU: 36,0 % – 54 Sitze
- SPD: 32,6 % – 49 Sitze
- FDP: 9,9 % – 14 Sitze
- Grüne: 13,7 % – 20 Sitze
- Linke: 3,1 % – 0 Sitze
- Bündnis 21/RRP: 0,1 % – 0 Sitze
- Die Freiheit: 0,3 % – 0 Sitze
- Freie Wähler: 1,1 % – 0 Sitze
- NPD: 0,8 % – 0 Sitze
- PBC: 0,2 % – 0 Sitze
- Piraten: 2,1 % – 0 Sitze

Wahlbeteiligung: 59,4 %
Landesregierung (Kabinett Weil I):
- SPD, Grüne; Ministerpräsident: Stephan Weil (SPD)

## Wahl zum 18. Niedersächsischen Landtag (15. Oktober 2017)
- SPD: 36,9 % – 55 Sitze
- CDU: 33,6 % – 50 Sitze
- Grüne: 8,7 % – 12 Sitze
- FDP: 7,5 % – 11 Sitze
- AfD: 6,2 % – 9 Sitze
- Linke: 4,6 % – 0 Sitze
- Freie Wähler: 0,4 % – 0 Sitze
- Tierschutzpartei: 0,7 % – 0 Sitze
- Die PARTEI: 0,6 % – 0 Sitze
- Piraten: 0,2 % – 0 Sitze

Wahlbeteiligung: 63,1 %
Landesregierung (Kabinett Weil II):
- SPD, CDU; Ministerpräsident: Stephan Weil (SPD)

## Wahl zum 19. Niedersächsischen Landtag (9. Oktober 2022)
- SPD: 33,4 % – 57 Sitze
- CDU: 28,1 % – 47 Sitze
- Grüne: 14,5 % – 24 Sitze
- AfD: 11,0 % – 18 Sitze
- FDP: 4,7 % – 0 Sitze
- Linke: 2,7 % – 0 Sitze
- Tierschutzpartei: 1,5 % – 0 Sitze
- Basis: 1,0 % – 0 Sitze
- Die PARTEI: 0,4 % – 0 Sitze
- Freie Wähler: 0,8 % – 0 Sitze
- Volt: 0,2 % – 0 Sitze
- Piraten: 0,1 % – 0 Sitze
- Zentrum: 0,1 % – 0 Sitze

Wahlbeteiligung: 60,3 %
Landesregierung:
- SPD, Grüne; Ministerpräsident: Stephan Weil (SPD) (Kabinett Weil III)
- ab 20. Mai 2025 Ministerpräsident Olaf Lies (SPD) (Kabinett Lies)